# Roberto Nanni
Roberto Antonio Nanni (ur. 20 sierpnia 1981 w Azul w prowincji Buenos Aires) – argentyński piłkarz, grający na pozycji napastnika.

## Kariera piłkarska

### Kariera klubowa
Roberto Nanni zadebiutował w klubie Vélez Sársfield. We wrześniu 2003 został pierwszym Argentyńczykiem zakupionym do Dynama Kijów. Nie potrafił zgrać się z zespołem dlatego w październiku 2004 został wypożyczony do hiszpańskiego UD Almería. Potem wypożyczony jeszcze do włoskich klubów AC Siena, FC Messina oraz FC Crotone. W styczniu 2008 po wygaśnięciu kontraktu z Dynamem wrócił do klubu, w którym zaczynał karierę Vélez Sársfield. W 2009 przeniósł się do paragwajskiego Cerro Porteño.

### Sukcesy
- mistrz Argentyny: 2009 (Clausura)